# Joseph Erlanger
Joseph Erlanger, ameriški fiziolog, nobelovec, * 5. januar 1874, San Francisco, Kalifornija, ZDA, † 5. december 1965, St. Louis, Missouri, ZDA.
Po diplomi iz kemije na Univerzi Kalifornije v Berkeleyju je odšel študirat medicino na Univerzo Johnsa Hopkinsa in pridobil naziv doktorja medicine leta 1899. Postal je najprej asistent na tamkajšnjem oddelku za fiziologijo medicinske fakultete in do leta 1906 napredoval do izrednega profesorja. Potem je dobil mesto profesorja fiziologije na novoustanovljeni medicinski fakulteti Univerze Wisconsina v Madisonu, nazadnje pa je poučeval na medicinski fakulteti Washingtonove univerze v St. Louisu in postal kasneje tudi njen predsednik, to delo je opravljal do upokojitve leta 1946.
Z ženo Aimée Hirstel je imel tri otroke.

## Delo
Znanstveno se je ukvarjal predvsem s fiziologijo obtočil in z elektrofiziologijo. Med drugim je izdelal priročen sfigmomanometer, ki ga je uporabil za preučevanje vpliva krvnega tlaka na funkcijo ledvic, in sponko za blokiranje električne aktivnosti dela sesalčjega srca, s katero je odkrival vlogo blokiranega dela.
Leta 1922 sta z njegovim nekdanjim študentom Gasserjem razvila uporaben osciloskop s katodno cevjo in ga uporabila za registracijo posameznih akcijskih potencialov v živcih, za kar so bile takrat obstoječe naprave prepočasne. Ugotovila sta, da živec sestavljajo različni tipi aksonov z različno hitrim prevajanjem električnih impulzov, kar je pojasnilo kompleksne vzorce električne aktivnosti v živcih. Kasneje sta, tudi zaradi različnih pogledov na povezavo med premerom aksona in hitrostjo prevajanja, končala s sodelovanjem in odtlej raziskovala mehanizme prevajanja ločeno. Erlanger se je proti koncu kariere ukvarjal predvsem z lastnostmi prevajanja vzdolž najtanjših, nemieliniziranih aksonov.

## Priznanja
Nagrade
Z Gasserjem sta leta 1944 »za njuna odkritja na področju močno diferenciranih funkcij posameznih nevronov« prejela Nobelovo nagrado za fiziologijo ali medicino.
Poimenovanja
22. januarja 2009 je Mednarodna astronomska zveza po njem imenovala krater Erlanger blizu Luninega severnega pola. Zaradi njegove lege blizu pola in nagiba Lunine vrtilne osi na njegova tla redko pade sončna svetloba.